# Pniaki (Klimkówka)
Pniaki – część wsi Klimkówka w Polsce położona w województwie małopolskim, w powiecie gorlickim, w gminie Ropa.
W latach 1975–1998 Pniaki administracyjnie należały do województwa nowosądeckiego.